# هنريكي دي جيسوس برناردو
هنريكي دي جيسوس برناردو (بالبرتغالية: Henrique de Jesus Bernardo‏) هو لاعب كرة قدم برازيلي في مركز الهجوم، ولد في 19 يناير 1987 في كامبيناس في البرازيل. لعب مع نادي ألومينيوم هرمزغان ونادي أوتسيلول غالاتسي ونادي تارغو موريش ونادي غواراني ونادي فيتورول كونستانتا ونادي فيتوريا سيتوبال ونادي كورينثيانز.

## وصلات خارجية
- هنريكي دي جيسوس برناردو على موقع قاعدة بيانات كرة القدم.إي يو (الإنجليزية)
- هنريكي دي جيسوس برناردو على موقع Soccerway.com (الإنجليزية)